# Clavemeopodus aureosignatus
Clavemeopodus aureosignatus är en skalbaggsart som beskrevs av Stefan von Breuning 1969. Clavemeopodus aureosignatus ingår i släktet Clavemeopodus och familjen långhorningar. Inga underarter finns listade i Catalogue of Life.